# Historia Suwałk
Artykuł ten jest przekrojem przez historię Suwałk od czasów jaćwieskich do współczesności.

## Suwałki w czasach Jaćwingów

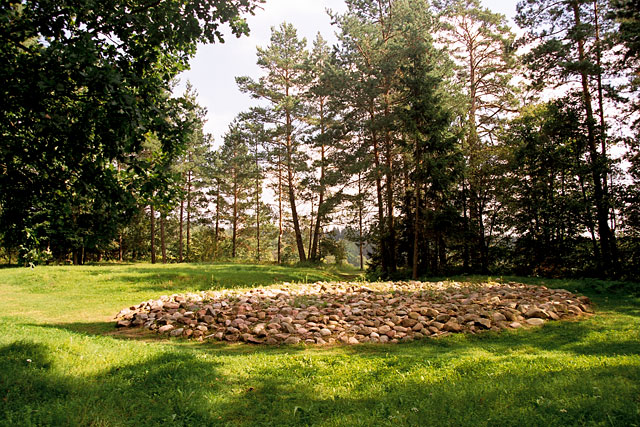
Kurhan na terenie Cmentarzyska Jaćwingów, którego południowa część położona jest na terenie Suwałk

Wówczas same Suwałki nie istniały, lecz w lesie w pobliżu Szwajcarii (wcześniej wieś, dziś sołectwo w Suwałkach) zamieszkiwały plemiona Jaćwingów, do dziś istnieje Cmentarzysko Jaćwingów. Po ich wyginięciu (w wyniku wojen) stały się obszarem zmagań litewsko-krzyżackich o panowanie nad Suwalszczyzną.

## Suwałki w czasach Wielkiego Księstwa Litewskiego
Suwałki i obecna ziemia Suwalska w czasach I Rzeczypospolitej należały do Wielkiego Księstwa Litewskiego, były częścią powiatu grodzieńskiego w województwie trockim.

## Suwałki w czasach I Rzeczypospolitej
Suwałki zostały założone w 1690 r. przez kamedułów wigierskich. Składały się wtedy z zaledwie dwóch domów. Na szybki rozwój osady wpływało jej korzystne położenie – przy skrzyżowaniu ważnych szlaków handlowych. Dokumentem z 1715 r. kameduli uwolnili mieszkańców Suwałk od pańszczyzny, ustalili place na rozbudowę miasta, zarys ulic i przepisy określające sposób wznoszenia budowli. Przywilej określił herb miasta wyobrażający patronów Zgromadzenia Kamedułów św. Romualda i Benedykta przy trzech górach z krzyżem i koroną. W 1700 roku wieś dzieliła się już na Suwałki Małe i Suwałki Wielkie. Król August II Mocny nadał miejscowości prawa miejskie 2 maja 1720 roku, Suwałki są zatem najmłodszym z miast współczesnej polskiej Suwalszczyzny – młodsze od Sejn, Lipska i Augustowa. Potwierdził także lokację klasztorną oraz nadał Suwałkom prawo do cotygodniowych targów i czterech jarmarków rocznie.

## Suwałki pod zaborem pruskim
Suwałki, do 1796 roku były własnością zakonu kamedułów, aż do kasacji ich dóbr w tym samym roku przez władze pruskie. Wówczas cała Suwalszczyzna, w wyniku trzeciego, ostatniego rozbioru Polski trafiła w ręce Państwa Pruskiego. w 1803 administracja pruska zezwoliła na swobodne osiedlanie się Żydów, których liczba gwałtownie wzrosła.

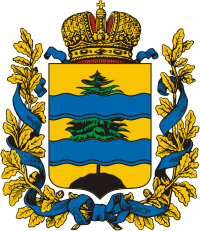
Dawny herb Suwałk, później guberni suwalskiej, a drzewo i wstęgi do dziś są symbolami Suwalszczyzny

## Suwałki w Królestwie Polskim
Od 1815 roku miasto rozwijało się dynamicznie dzięki umieszczeniu tu siedziby władz województwa augustowskiego Królestwa Polskiego, a także położeniu na ważnym trakcie z Warszawy do Petersburga. Dodatkowym czynnikiem rozwoju było stacjonowanie 10 tysięcy żołnierzy, dla potrzeb których wybudowano rozległe koszary i cerkiew garnizonową – dziś jest to kościół św. Piotra i Pawła.
Oddanie do użytku Kolei Warszawsko-Petersburskiej wiodącej przez Białystok a omijającej Suwałki zahamowało rozwój miasta.
W Królestwie Kongresowym Suwałki były miastem garnizonowym. Zachowały się cztery duże zespoły koszarowe (dziś zabytkowe), w których stacjonowało wojsko rosyjskie, a po odzyskaniu przez Polskę niepodległości – Wojsko Polskie. Można je znaleźć wychodząc z centrum w dowolną stronę świata.
W 1842 w Suwałkach urodziła się polska poetka Maria Konopnicka, a w 1849 polski malarz Alfred Kowalski.

## Suwałki w czasie I wojny światowej

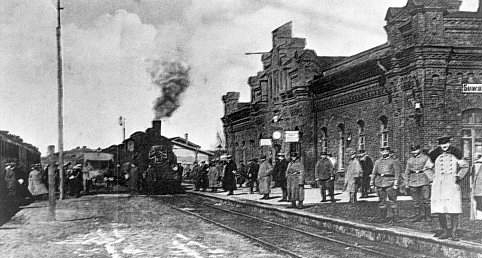
Dworzec kolejowy w Suwałkach w 1917

W 1915 Suwałki znalazły się na 4 lata pod okupacją niemiecką.

## Suwałki w okresie międzywojennym

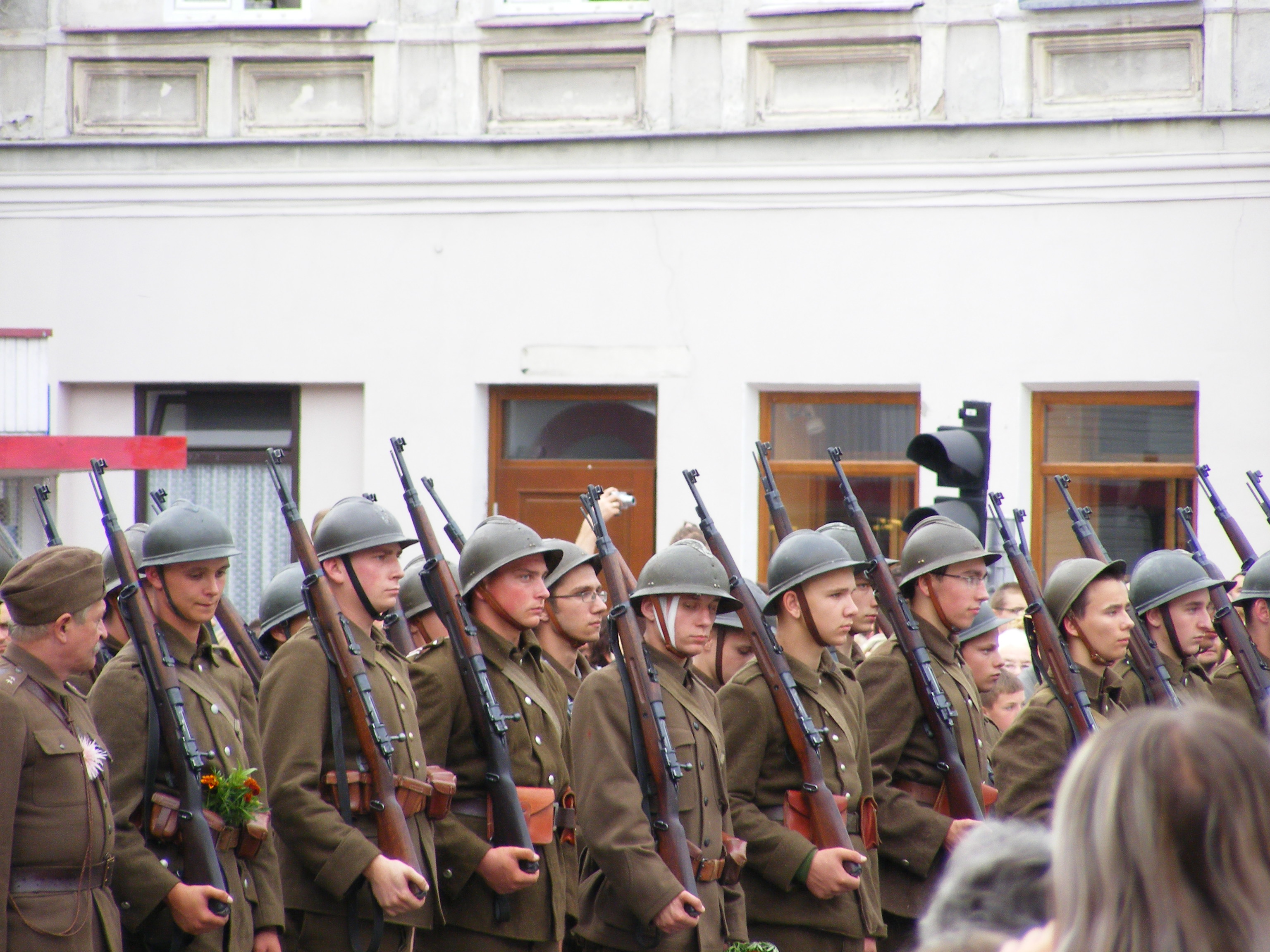
Rekonstrukcja przemarszu 41 Suwalskiego Pułku Piechoty w 1919 roku.

Niemcy wspierali przyłączenie Suwałk do Litwy, czego przejawem była zgoda na utworzenie tzw. Taryby, czyli rządu litewskiego, a także zgodzili się na wydanie dokumentu Tworzenie się państwa litewskiego... w grudniu 1918. 23 sierpnia 1919 o godzinie 3. nad ranem wybuchło powstanie sejneńskie, które objęło także Suwałki. 28 sierpnia powstanie skończyło się, a Litwini opuścili miasto. W sierpniu 1920 żołnierze litewscy znowu zaatakowali Suwalszczyznę, a 17 sierpnia wywiesili flagę na wieży suwalskiego Magistratu. Choć formalnie Suwałki zostały przywrócone do Polski 7 października 1920, wojska litewskie wycofały się 30 sierpnia.

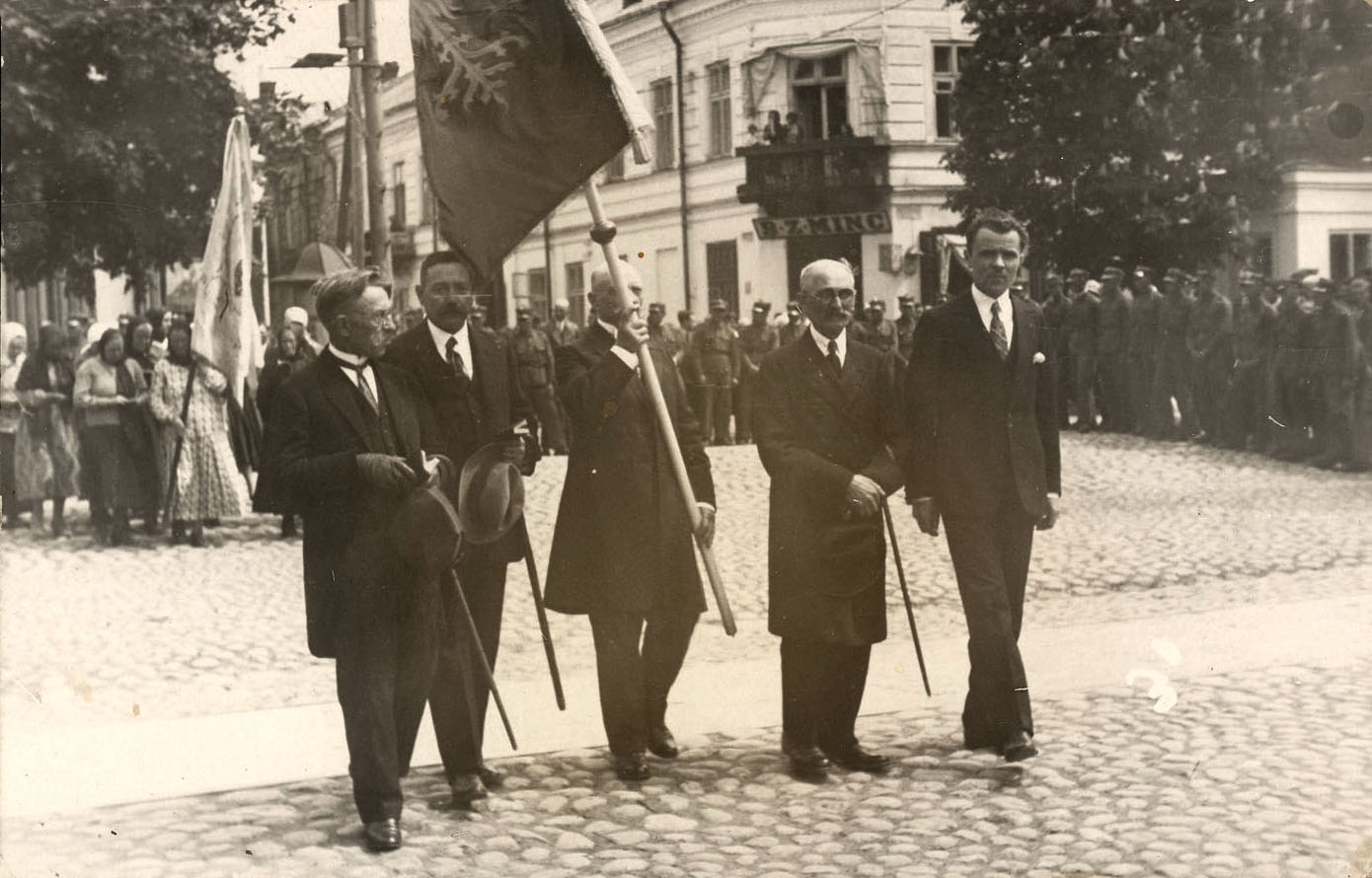
Suwałki w latach 30.

W okresie międzywojennym Suwałki były siedzibą władz powiatowych. Był tu Sąd Grodzki i Okręgowy. W dawnych, rosyjskich koszarach, rozlokowano: 2 Pułk Ułanów Grochowskich im. gen. Józefa Dwernickiego, 3 Pułk Szwoleżerów Mazowieckich im. płk. Jana Leona Hipolita Kozietulskiego, 41 Suwalski Pułk Piechoty im. Marszałka Józefa Piłsudskiego, 4 Dywizjon Artylerii Konnej, 29 Pułk Artylerii Lekkiej. Wszystkie te jednostki brały udział w działaniach wojennych przeciw najeźdźcom z III Rzeszy i Związku Radzieckiego w 1939 roku. Lata międzywojenne nie sprzyjały rozwojowi Suwałki: Resursa Suwałk, które znalazły się poza głównymi szlakami handlowymi. Stały się uboższe jak cała Suwalszczyzna, jako tzw. Polska „B”. Od 1920 roku administracyjnie były siedzibą powiatu. Przemysł był bardzo słabo rozwinięty. Istniał zaledwie jeden browar, fabryka świec, fabryka nici, olejarnia, dwie gręplarnie wełny i inne mniejsze warsztaty rzemieślnicze.
W mieście były trzy kościoły katolickie, jeden ewangelicki, cerkiew i synagoga.

## Suwałki w czasieII wojny światowej

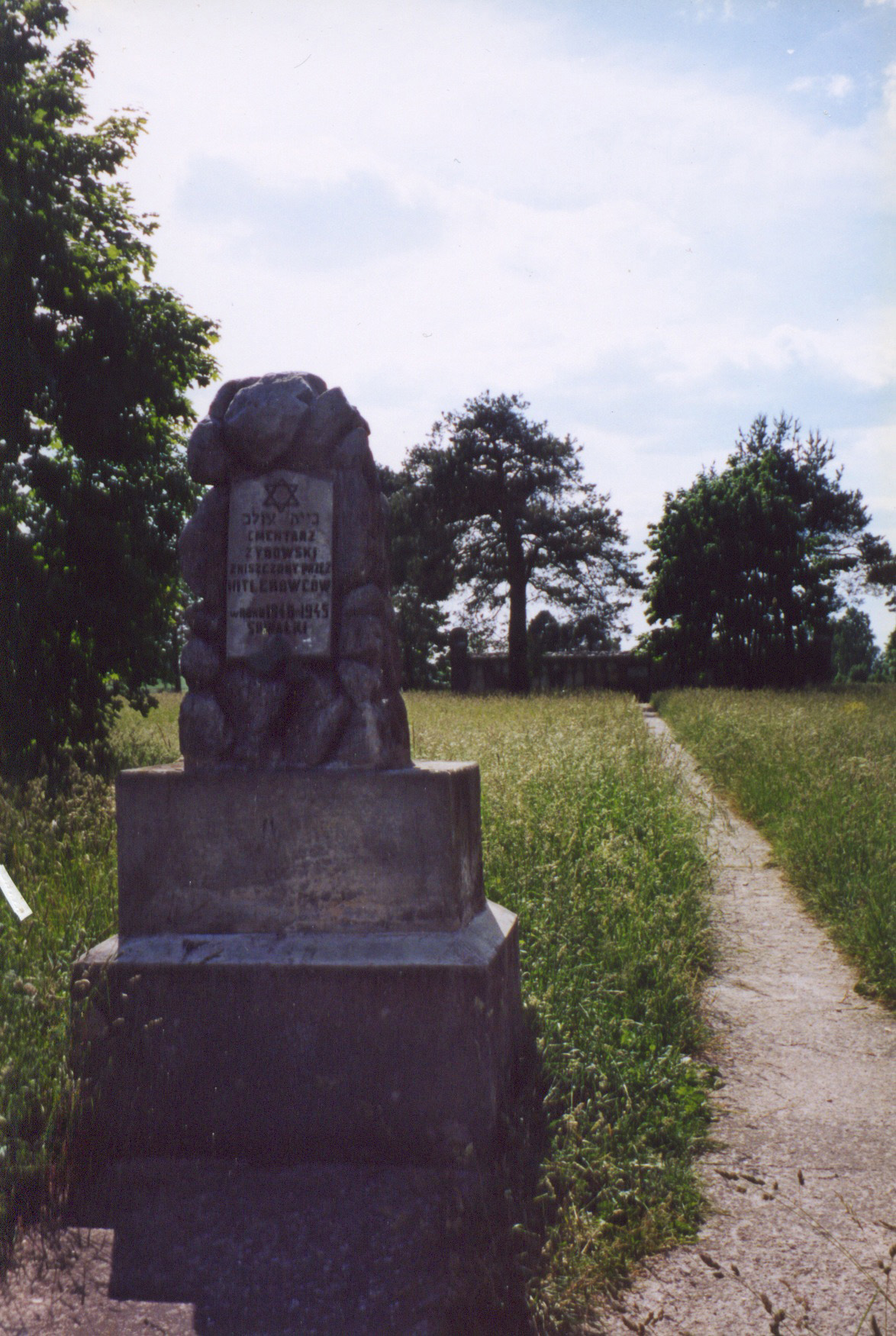
Pomnik poświęcony ofiarom nazizmu w Suwałkach (cmentarz żydowski)

Okres II wojny światowej to czas okupacji – najpierw krótkotrwałej radzieckiej, a później niemieckiej. Powiat suwalski został przez niemieckie władze przyłączony do Prus Wschodnich. Niemcy dokonali eksterminacji ludności żydowskiej oraz polskiej inteligencji. Wywozili Polaków w głąb Rzeszy na roboty przymusowe. W Suwałkach założyli także dwa obozy pracy, a niedaleko od miasta obóz jeniecki (Stalag IF) dla Rosjan, których w tym miejscu zginęło ok. 50 tysięcy. 23 października 1944 roku 173 Orszańska Dywizja Armii Czerwonej wkroczyła do Suwałk. W trakcie działań wojennych miasto nie uległo dużym zniszczeniom, większość budynków pozostało nienaruszonych.

## Suwałki po II wojnie światowej

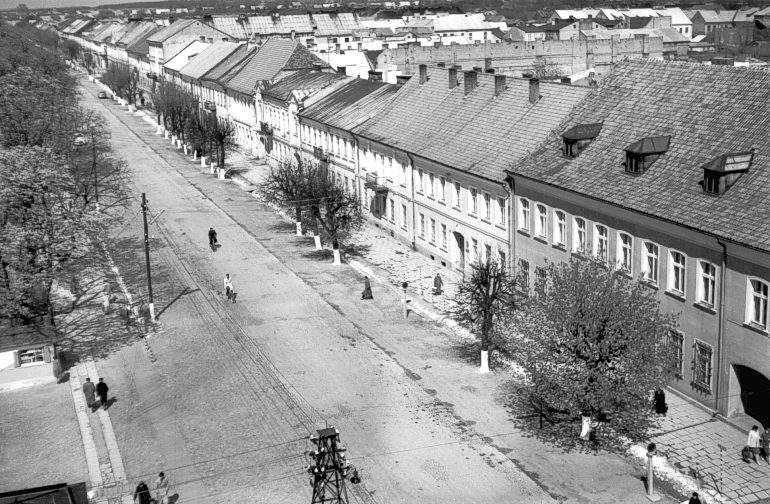
Ulica Kościuszki pod koniec lat 50.

W czasie kształtowania się władzy ludowej, panował także terror – przede wszystkim wobec byłych żołnierzy AK i wszystkich przeciwników rządów komunistycznych. Po II wojnie światowej Suwałki wolno odbudowywały się i rozwijały. 7 stycznia 1945 roku zostaje otwarte kino „Bałtyk”. 10 maja 1974 roku. z nadajnika radiowo-telewizyjnego „Krzemieniucha” rozpoczęto nadawania I programu Telewizji Polskiej, natomiast nadawanie II programu Telewizji Polskiej 1.06.1975 r.

### Suwałki jako stolica województwa

Województwo suwalskie

W roku 1975 zostały stolicą województwa suwalskiego, które istniało w latach 1975–1998. Stanowiło drugie pod względem wielkości (powierzchni) województwo w Polsce, po olsztyńskim. Stan ten utrzymał się do roku 1999, kiedy to Suwałki utraciły status miasta wojewódzkiego. Teren tego województwa wchodzi obecnie w skład województw: warmińsko-mazurskiego oraz podlaskiego.

### Powiększenie obszaru miasta
W 1981 roku do miasta Suwałki włączono obszary wsi: Krzywólka, Papiernia i Szwajcaria, oraz części obszaru wsi Dubowo Drugie, Dubowo Pierwsze, Krzywe i Sobolewo.

### Suwałki od 1999
W 1999 roku Suwałki straciły status stolicy województwa, jednak stały się miastem na prawach powiatu.

## Przynależność państwowa
Od uzyskania praw miejskich Suwałki znajdowały się pod panowaniem następujących państw:
- 1720-1795 –  Rzeczpospolita Obojga Narodów,  Wielkie Księstwo Litewskie
- 1795-1807 –  Królestwo Prus
- 1807-1815 –  Księstwo Warszawskie (protektorat  Cesarstwa Francuskiego)
- 1815-1831 –  Imperium Rosyjskie,  Królestwo Polskie
- 1831–1915 –  Imperium Rosyjskie,  Królestwo Polskie
- 1915–1919 –  Rzesza Niemiecka (okupacja wojenna)
- 1919–1939 –  Rzeczpospolita Polska
- 1939–1945 –  Rzesza Wielkoniemiecka (okupacja wojenna)
- 1945–1952 –  Rzeczpospolita Polska
- 1952–1989 –  Polska Rzeczpospolita Ludowa
- od 1989 –  Rzeczpospolita Polska